# 1954년 K2 이탈리아 원정대

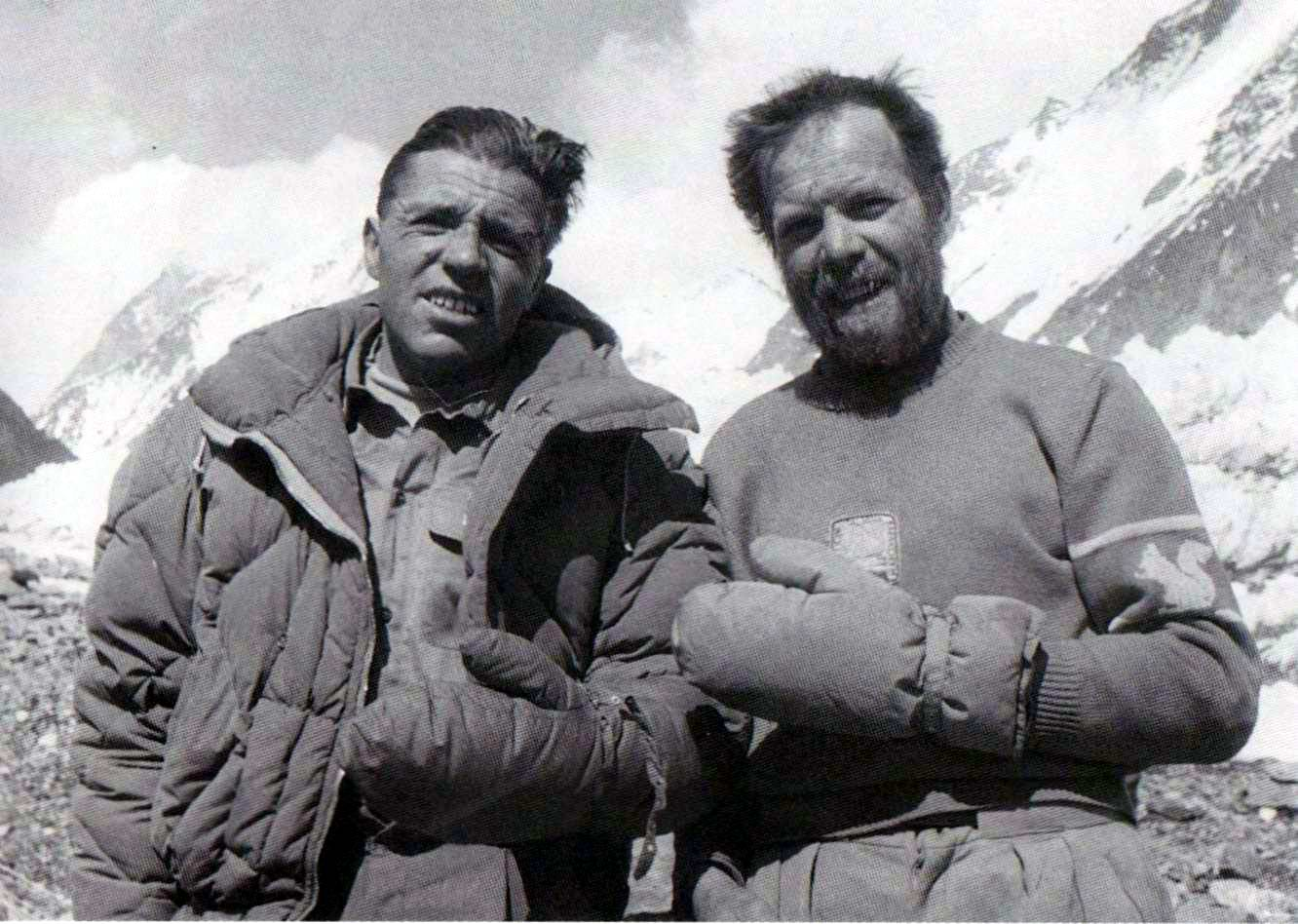
K2 정상에서 돌아와 동상에 걸린 콤파뇨니(왼쪽)와 라체델리

아르디토 데시오가 이끌었던 1954년 이탈리아 K2 원정대에서 아킬레 콤파뇨니와 리노 라체델리는 1954년 7월 31일 세계에서 두 번째로 높은 산인 K2 정상에 처음으로 도달했다.
이전에 세 차례 실패했던 미국 원정대는 좋은 등반 경로를 찾아냈다. 데시오는 이탈리아가 카라코람산맥 지역을 일찍이 탐험했던 것이 대규모 원정대를 조직할 충분한 이유가 된다고 생각했고, 그는 미국 원정대의 남동릉 경로를 따라 대규모 원정대를 조직했다. 정상으로 향하는 진척은 폭풍으로 인해 반복적으로 중단되었고, 한 팀원은 예상치 못하게 사망했다. 데시오는 그 해 말에 다시 시도하기 위해 원정을 포기하는 것을 고려했지만, 날씨가 좋아져 산 정상에 더 가까이 다가갈 수 있었다. 마침내 해가 질 무렵 두 명의 선두 등반가가 정상에 도달했고, 그들은 어둠 속에서 하강해야 했다. 그들과 두 명의 동료는 심각한 동상을 입었다.
정상에 도달했다는 사실은 결코 의심받지 않았다. 콤파뇨니와 라체델리는 동료들에게 정상 근처에서 목격되었고, 그들은 정상에서 사진을 찍고 심지어 영화를 촬영하기도 했다. 하지만 그럼에도 불구하고 원정대는 논쟁에 휩싸였다. 오랜 논란 끝에, 1954년 원정의 공식 기록은 결국 신뢰를 잃었고, 2007년에 두 번째 공식 기록이 출판되었는데, 이는 원정대의 다른 멤버인 발터 보나티가 50년 이상 주장해 온 내용을 대부분 확인시켜 주었다.

## 배경

### K2
K2는 중화인민공화국과 1954년 당시 새로 독립한 파키스탄의 국경에 위치한다. 8,611 미터 (28,251 ft)로 카라코람산맥의 최고 지점이자 세계에서 두 번째로 높은 산이다.
이 산은 1856년에 카슈미르로 향하는 대삼각 측량에 의해 발견되었고, 1861년에는 헨리 고드윈오스턴이 발토로 빙하에 도달하여 마셔브룸산 경사면에서 K2를 선명하게 볼 수 있었다. 그는 빙하가 결국 인더스강으로 흘러들어 가는 것을 보았고, 그래서 그 산은 대영 제국에 속해 있었다.
이 산을 오르려는 첫 번째 진지한 시도는 1902년에 "세상에서 가장 사악한 남자"로 악명 높은 알리스터 크롤리를 포함한 일행에 의해 이루어졌다. 원정대는 산의 북쪽과 남쪽 모두에서 등반 경로를 조사했고, 북동쪽 능선에서 가장 잘 진척을 보였으나 결국 노력을 포기해야 했다. 그 이후로 K2는 에베레스트산보다 등반하기 더 어려운 산이라는 명성을 얻었다. 정상으로 가는 모든 경로가 험난하기 때문이다. K2는 히말라야산맥보다 더 북쪽에 위치하여 기후가 더 춥고, 카라코람산맥은 히말라야산맥보다 넓어 더 많은 얼음과 눈이 갇혀 있다.
성공적인 이탈리아 등반 이전에 K2에서 가장 높이 올랐던 원정대는 1939년 미국 카라코람 원정대로, 8,370 미터 (27,450 ft)에 도달했다.

### 발토로 무즈타그 카라코람의 이전 이탈리아 원정대
1890년 로베르토 레르코는 카라코람산맥의 발토로 무즈타그 지역에 들어갔다. 그는 K2의 기슭에 도달했고 심지어 남동쪽 스퍼를 짧게 오르기도 했지만, 그의 여정에 대한 기록을 남기지 않았다.

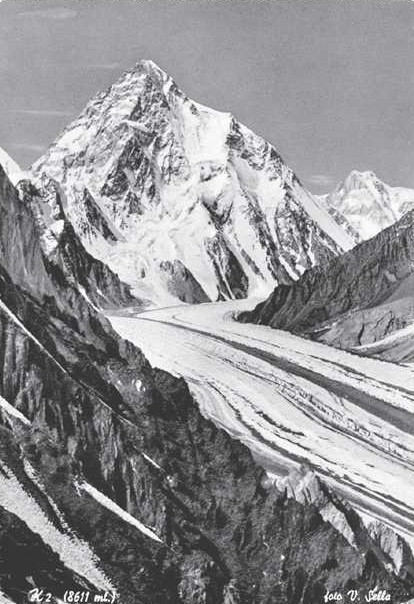
고드윈 오스턴 빙하에서 본 K2 (사진 셀라, 1909)

1909년 아브루치 공작 원정대는 다시 여러 경로를 탐험한 후 남동쪽 능선에서 약 6,250 미터 (20,510 ft)에 도달했지만, 산을 오를 수 없다고 판단했다. 이 경로는 나중에 아브루치 능선으로 알려졌으며 결국 정상으로 가는 표준 경로로 여겨졌다.
1929년, 아브루치 공작의 조카인 아이모네 디 사보이아-아오스타는 K2 근처의 상부 발토로 빙하를 탐험하기 위한 원정대를 이끌었다. 이 탐험대의 지질학자는 아르디토 데시오였고, 그는 이 산에 대한 이탈리아의 주장이 있다고 생각하게 되었다. 1939년에야 데시오는 이탈리아 등산 관리 기관인 이탈리아 산악회 (CAI)의 관심을 끌 수 있었지만, 제2차 세계 대전과 인도의 분할로 인해 더 지연되었다. 나중에 1952년 데시오는 1953년에 본격적인 원정을 이끌기 위한 예비 단계로 파키스탄을 방문했지만, 미국인들이 이미 그 해의 단일 등반 허가를 예약했음을 알게 되었다. 그는 1953년에 리카르도 카신과 함께 K2의 낮은 경사면을 정찰하기 위해 돌아왔다. 그 당시 카신은 이탈리아 최고의 산악인이었지만, 데시오의 정찰 보고서에는 카신에 대해 "나는 등반가 리카르도 카신을 선택했고, 그의 여행 경비는 이탈리아 산악회가 아낌없이 기여했다"는 말 외에는 언급이 없다. 데시오가 1954년 정상 등반 허가를 받았다는 소식은 이탈리아로 돌아온 후에야 들었다.

## 1954년 원정 준비
1953년 파키스탄 방문 초기 라왈핀디에서 데시오는 K2에서 돌아오던 1953년 미국 카라코람 원정대의 대장인 찰리 휴스턴을 만났다. 1938년 원정과 1953년 원정 모두에서 휴스턴은 아브루치 능선 전체를 등반하며 가장 어려운 절벽인 하우스의 굴뚝을 올랐고, 정상으로 가는 실현 가능한 경로가 관찰되는 약 7,900 미터 (26,000 ft)까지 도달할 수 있었다. 미국인이 1954년에 정상 등반을 다시 시도할 계획이었음에도 불구하고, 그는 명백한 경쟁자인 데시오와 자신의 경험과 사진을 아낌없이 공유했다.
데시오는 미국 원정대보다 훨씬 큰 규모의 원정대를 계획했다. 예상 비용인 1억 이탈리아 리라 (1954년 미국 달러 1.5백만 달러에 해당)는 휴스턴 원정대의 8배, 성공적인 1953년 영국 에베레스트 원정대의 3배에 달했다. 이 원정대는 CAI의 후원을 받았으며, 이탈리아 올림픽 위원회와 이탈리아 국립 연구 위원회도 참여하는 국가적인 위신 문제로 여겨졌다. 1950년 프랑스의 안나푸르나 성공과 1953년 영국의 에베레스트산 성공은 각국에 엄청난 영향을 미쳤다. 데시오는 "원정대는 필연적으로 군사적인 방식으로 조직될 것"이라고 썼다. 1950년 프랑스 안나푸르나 원정대와 마찬가지로, 이탈리아 등반가들은 모두 지도자인 데시오에게 공식적으로 충성을 맹세해야 했다. 과학 연구, 즉 지리와 지질학은 산 정상에 도달하는 것만큼 중요하게 여겨졌다. 실제로 밀라노 밀라노 대학교의 지질학 교수였던 데시오는 등반가들을 다소 낮게 평가했던 것으로 보인다.

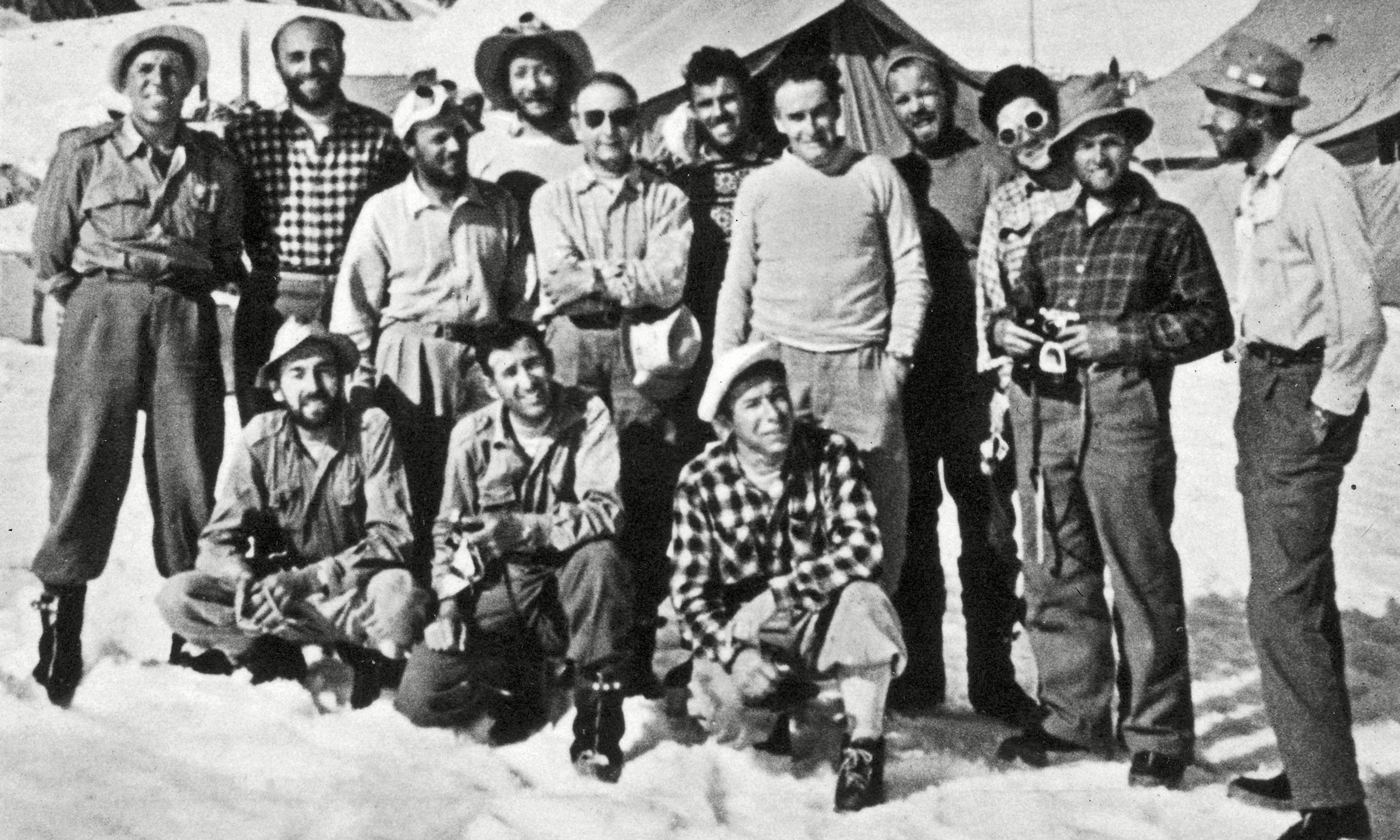
등정 전 베이스캠프의 이탈리아 팀원들

총 11명의 등반가가 있었는데, 모두 이탈리아인이었고, 이전에 히말라야에 가본 적이 없는 사람들이었다: 엔리코 아브람 (32세), 우고 안젤리노 (32), 발터 보나티 (24), 아킬레 콤파뇨니 (40), 시릴로 플로레아니니 (30), 피노 갈로티 (36), 리노 라체델리 (29), 마리오 푸쇼즈 (36), 우발도 레이 (31), 지노 솔다 (47), 그리고 세르히오 비오토 (26). 10명의 파키스탄 훈자 고고도 포터가 있었는데, 아미르 마흐디 (41)가 가장 두각을 나타냈다. 또한 팀에는 영화 제작자 마리오 판틴과 팀 닥터 귀도 파가니가 있었다. 과학팀은 데시오 (57세) 외에 파올로 그라치오시 (민족지학자), 안토니오 마루시 (지구물리학자), 브루노 자네틴 (암석학자), 프란체스코 롬바르디 (지형학자)로 구성되었다. 무함마드 아타-울라는 파키스탄 연락관이었다.
이탈리아의 저명한 산악인 리카르도 카신은 CAI에 의해 등반 대장으로 지명되었으나, 데시오의 엄격한 선발 절차를 거쳐 의학적인 이유로 거부되었다. 하지만 이는 데시오가 빛을 발하는 것을 막기 위함이라는 추측이 많았다.
아브루치 능선 전체와 그 너머까지 약 5 킬로미터 (3 mi)의 나일론 고정 로프를 설치하고, 가능하면 썰매에 실린 짐을 이 로프를 따라 윈치로 끌어올리는 계획이었다. 각 캠프는 다음 상위 캠프가 점유되기 전에 완전히 설치될 예정이었다. 개방형 산소 시스템이 사용되었고, 대원들은 양방향 무전기를 갖추었다.
원정대는 1954년 4월 항공편으로 이탈리아를 떠났고, 해상으로 운송된 수하물은 4월 13일 카라치에 도착한 후 철도로 라왈핀디로 이동했다.

## 등반에 대한 공식 발표
데시오는 1954년 저서 《K2 정복》에서 등반의 공식 기록을 썼지만, 이 기록은 보나티와 결국 라체델리 등 다른 사람들에 의해 여러 해 동안 논란이 되었다. 콤파뇨니와 라체델리가 K2 정상에 도달했다는 사실은 논란의 여지가 없었다. 쟁점은 그들이 산 위에서 다른 등반가들의 지원에 얼마나 의존했는지, 보나티와 마흐디를 어떻게 대했는지, 정상까지 산소를 사용했는지, 그리고 데시오의 책이 정확하고 공정했는지 여부였다. 이 문제는 언론의 많은 비판과 함께 점점 더 논란이 되었다. 데시오는 2001년에 104세로 사망했으며, 결국 2004년에 CAI는 세 명의 전문가, 즉 "이 트레 사기" (세 현인)를 임명하여 조사하게 했다. 그들은 2004년 4월에 39페이지짜리 보고서를 작성했지만, CAI는 2007년까지 《K2 – 끝난 이야기》를 출판하지 않았는데, 이 책에는 트레 사기 보고서가 포함되어 있고 이를 수용했다.
여기서 제시된 등반 기록은 CAI의 두 번째 공식 보고서인 《K2 – 끝난 이야기》(2007)를 고려한 최근 자료를 바탕으로 한다. 원정의 과학적(지리 및 지질) 측면이나 이탈리아 귀환 후 50년 이상 계속된 논란은 다루지 않는다.

## K2로의 접근

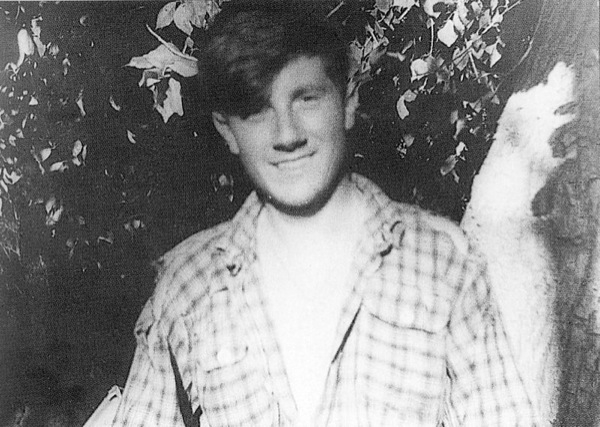
접근 행진 중인 보나티

악천후로 인한 지연 후, 4월 27일 원정대는 DC-3 비행기로 라왈핀디에서 스카르두로 비행했다. 데시오는 이 기회를 이용하여 이 지역의 지형과 눈 상태를 조사했는데, 이는 전년도 휴스턴의 사진과 유사해 보였다. 산들이 비행기의 실용상승한도보다 높았기 때문에 K2를 우회해야 했다. 과학팀은 그들의 별도 일정으로 출발했다. 500명의 현지 고용 발티인 포터들이 230개의 산소통을 포함하여 12 미터톤 (13 쇼트톤)이 넘는 장비를 아스콜레와 콘코르디아를 거쳐 고드윈 오스턴 빙하의 베이스캠프로 운반했다.

스카르두에서 K2 접근 경로

스카르두와 아스콜레 사이에는 전년에 여러 다리가 건설되어 이 구간의 이동이 이전보다 훨씬 빨랐다. 아스콜레 이후에는 포터들을 위한 식량을 현지에서 구매할 수 없어서 주 포터들이 차파티를 만들 밀가루를 운반하기 위해 100명의 인원을 추가로 고용해야 했다. 무게를 최소화하기 위해 데시오는 포터들에게 식량, 담요 한 장, 텐트로 사용할 방수포 외에는 거의 제공하지 않았다. 그들은 보호 의류가 없었다. 불행히도 날씨가 좋지 않았다. 전년도에는 맑고 화창했지만, 이번에는 폭설과 폭우가 내렸다. 포터들은 바크시시를 제공받았음에도 불구하고 계속 가기를 거부하기 시작했다. 우르두카스에서 120명의 포터가 돌아섰고 나머지는 멈춰 섰다. 다음날 아침 일부 포터들은 다시 아래로 내려갔고 아무도 진행하려 하지 않았다. 아타-울라의 조언에 따라 사이브들은 먼저 출발했고, 잠시 동안 포터들은 낙담하여 뒤따라갔다. 그러다 심각한 문제가 발생했다. 해가 뜨고, 눈 위로 빛이 비치자 포터들은 설맹에 걸렸다. 그들을 위한 설상 고글이 있었지만, 무게를 줄이기 위해 절반이 뒤에 남겨졌다. 결국 한 명의 포터만 남게 되자 그들은 아스콜레에서 새로운 포터들을 모집해야 했다. 5월 28일 베이스캠프를 설치하기 위해 고군분투하는 동안 그들은 15일이나 지연되었다.

## K2 등반 경로

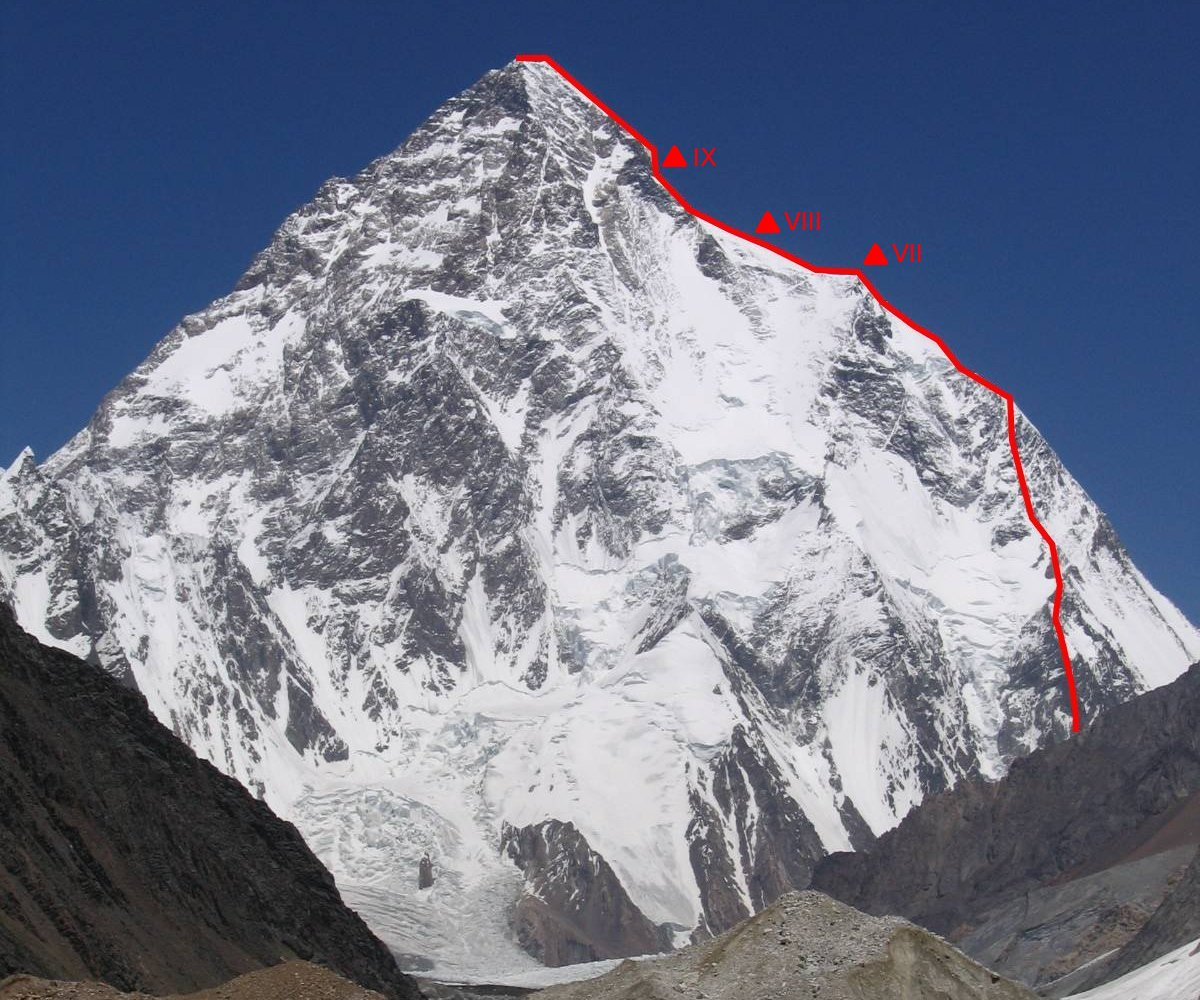
아브루치 능선 경로

취할 경로는 미국 원정대와 동일하며 캠프는 유사한 위치에 계획되었다.
| 산속 캠프 위치 | 산속 캠프 위치 | 산속 캠프 위치 | 산속 캠프 위치 | 산속 캠프 위치                                  |
| 캠프           | 고도           | 고도           | 설치일         | 위치                                            |
| 캠프           | 미터           | 피트           | 설치일         | 위치                                            |
| -------------- | -------------- | -------------- | -------------- | ----------------------------------------------- |
| 베이스         | 5,000          | 16,400         | 5월 28일       | 고드윈 오스턴 빙하                              |
| I              | 5,400          | 17,700         | 5월 30일       | 아브루치 능선 기슭                              |
| II             | 6,100          | 19,900         | 6월 2일        | 능선의 보호된 장소                              |
| III            | 6,300          | 20,700         |                |                                                 |
| IV             | 6,450          | 21,150         | 6월 16일       | 하우스의 굴뚝 아래                              |
| V              | 6,700          | 22,000         | 7월 4일        | 하우스의 굴뚝 바로 위, 능선의 가파른 부분 시작  |
| VI             | 7,100          | 23,300         | 7월 7일        | 검은 탑(또는 피라미드) 기슭                     |
| VII            | 7,345          | 24,098         | 7월 26일       | 능선 위 어깨 아래 7,600 미터 (25,000 ft)에 위치 |
| VIII           | 7,627          | 25,023         | 7월 28일       | 크레바스를 내려다보는 얼음벽 기슭               |
| IX             | 8,150          | 26,740         | 7월 30일       | 병목 시작 부근의 암반 위                        |
| 정상           | 8,611          | 28,251         | 7월 31일       |                                                 |

아브루치 능선은 좋은 날씨에 강한 등반가라면 베이스캠프에서 캠프 VI까지 몇 시간 만에 오를 수 있지만, 위험한 장소가 될 수도 있다. 캠프 IV와 캠프 VII 사이 능선은 가파르고 험하며, 노출과 낙석이 하단부에서 문제가 된다. 강풍은 큰 어려움이 될 수 있다. K2는 남쪽에 있는 주요 8000미터 봉우리를 부분적으로 보호하지만, 그 자체는 폭풍에 매우 노출되어 있다.

## 산에서의 진척

### 산을 오르다
6월 16일까지 캠프 IV는 하우스의 굴뚝 발치에 설치되었고, 윈치를 사용하여 캠프 II까지 물자를 운반했다. 1953년 휴스턴의 일행은 훈자족이 예상보다 산에서 더 능숙하다는 것을 발견했다. 그러나 데시오는 실망감을 느꼈는데, 어려움의 일부는 영어가 그들 공통의 유일한 언어였고, 데시오 자신을 제외하고는 아무도 영어를 유창하게 구사하지 못했기 때문이었다. 원정대는 초기 단계에서 비극을 겪었다. 푸쇼즈가 캠프 II로 하강한 후 목에 문제가 생겼고, 그의 상태는 좋은 의료 처치와 충분한 약품 및 산소에도 불구하고 6월 21일 폐렴 증세로 사망할 때까지 악화되었다. 다음 날 격렬한 눈폭풍이 몰아치자 모두 베이스캠프로 하강했다. 폭풍이 잦아들자 그들은 푸쇼즈의 시신을 베이스캠프로 회수할 수 있었고, 6월 27일 그들은 1953년 미국 원정대에서 사망한 아트 길키를 기리는 기념비 옆에 그를 묻기 위해 올라갔다.
원정대는 이제 거의 한 달이나 지체되었으므로 데시오는 장례식 직후 등반을 재개해야 한다고 발표했다. 그러나 콤파뇨니를 제외한 어떤 등반가도 이에 동의하지 않았고 아브람이 그들을 대표하여 의견을 밝혔다. 데시오는 권위주의적인 리더십 방식을 가지고 있었다 (뒤에서는 "일 두체토", "작은 무솔리니"라고 불렸다). 그는 서면으로 격려와 명령을 내리는 습관이 있었다. 예를 들어, 한 번은 다음과 같은 공지를 붙였다.
"여러분은 정상 등반에 성공한다면—저는 그렇게 확신합니다—전 세계가 여러분을 민족의 챔피언으로 칭송할 것이며, 여러분의 명성은 평생 동안 그리고 죽은 후에도 오래도록 지속될 것입니다. 따라서 설령 다른 어떤 중요한 것도 이루지 못하더라도, 여러분은 헛되이 살지 않았다고 말할 수 있을 것입니다."

나중에 인터뷰에서 라체델리는 "우리는 그를 무시하고 하던 일을 계속했습니다"라고 말했다.
등반가들은 다시 여러 캠프에 흩어졌고 콤파뇨니와 레이는 하우스의 굴뚝을 올랐지만 또 다른 폭풍이 모두를 텐트에 갇히게 했다. 7월 5일, 데시오가 고고도 등반을 이끌도록 지명한 콤파뇨니, 아브람, 갈로티가 캠프 V를 설치했고 이틀 후에는 캠프 I에서부터 캠프 VI까지 고정 로프를 설치하여 캠프 VI에 도달했다. 그들은 1953년 원정대의 로프를 사용하여 캠프 VII에 도달했지만, 하강 중 로프가 고정 지점에서 미끄러져 플로레아니니가 200 미터 (700 ft)를 떨어졌지만 심각한 부상은 입지 않았다.
7월 18일, 콤파뇨니와 레이는 보나티와 라체델리의 뒤를 이어 정상 고원의 기슭에 있는 미국 캠프 VIII까지 로프를 설치했다. 캠프 VI는 미국 캠프 VII 자리에 있었지만, 위험하다고 생각되는 위치를 피하기 위해 더 높이 이동했다. 연이은 심한 폭풍으로 진척은 예상보다 훨씬 느려졌고, 데시오는 CAI에 이탈리아로 돌아가 가을에 더 작은 새 등반가 팀으로 기존의 고정 로프를 사용하여 새로운 공격을 감행할 생각이라고 편지를 썼다. 하지만 그때 날씨가 좋아졌다. 7월 28일, 콤파뇨니와 라체델리의 정상 등반 시도를 위해 7,627m에 캠프 VIII가 설치되었다. 다음 날 그들은 더 높이 올라갔지만, 가장 높은 캠프인 캠프 IX에 좋은 위치를 찾지 못하여 배낭을 두고 캠프 VIII로 돌아왔다. 이제 그들은 정상 등반을 위해 보충 산소가 필요하다는 것을 깨달았다. 그들이 캠프 IX를 설치하려고 했던 곳은 8,000m의 얼음벽 옆, 나중에 병목으로 알려진 곳 옆이었다. 또한 7월 29일, 캠프 VII의 등반가 네 명은 두 개의 산소 세트 (각각 18 킬로그램 (40 lb)), 텐트, 추가 식량을 가지고 캠프 VIII로 올라갔지만, 아브람과 레이는 돌아가야 했고 보나티와 갈로티만이 그곳에 도착했다. 그들은 약 7,400m 지점에 산소 세트를 버려야 했다. 저녁에는 마흐디와 이사칸이 캠프 VII에 도달했다.

### 정상 등반 준비
7월 30일, 캠프 VIII의 네 사람은 콤파뇨니와 라체델리가 캠프 IX를 설치하기 위해 올라가는 동안, 보나티와 갈로티는 캠프 VII 바로 위에서 산소를 가져와 캠프 VIII를 거쳐 캠프 IX까지 무거운 산소 장비를 모두 운반하기로 합의했다. 산소를 가져오는 것은 고지대 캠프를 설치하는 것보다 훨씬 더 큰 도전이 될 것이었다. 그것은 180 미터 (600 ft) 하강 후 490 미터 (1,600 ft) 상승을 수반할 것이었다. 그들은 캠프 VII의 등반가들에게 더 많은 보급품을 캠프 VIII로 가져오라고 지시할 것이었다. 한편, 콤파뇨니와 라체델리는 산소를 운반해야 하는 높이를 줄이기 위해 7,900m의 더 낮은 고도에 캠프 IX를 설치할 것이었다. 실제로 그들은 깊은 가루눈이 있는 낮은 고도가 아니라 위험한 슬래브 바위를 가로지르는 어려운 트래버스(거의 한 시간 소요)를 거쳐 8,150m에 그들의 고지대 캠프를 설치했다. 그들은 식량이 거의 없었고, 산소 마스크는 가지고 있었지만 실제 가스 실린더는 없었다.
보나티, 갈로티, 아브람, 마흐디, 이사칸은 모두 7월 30일 정오까지 캠프 VIII에서 만났다. 15시 30분 보나티, 아브람, 마흐디는 산소통을 가지고 캠프 IX로 향했다. 훈자족에게는 고고도 부츠가 제공되지 않았고, 마흐디가 더 높이 올라가도록 유인하기 위해 보나티는 그에게 현금 보너스를 제안했으며, 정상까지 올라갈 수도 있다는 암시를 주기도 했다. 그들은 텐트나 침낭 없이 갔다. 16시 30분경 그들은 소리를 질렀고 캠프 IX의 정상팀에서 답을 들었지만, 그들을 찾거나 따라갈 길을 찾을 수 없었다. 그들은 더 높이 올라갔지만, 18시 30분까지 해가 지고 있었고 아브람은 동상 때문에 내려가야 했다. 이제 그들은 눈밭에서 발자국을 볼 수 있었지만, 여전히 텐트는 없었고 곧 어둠이 내릴 것이었다. 마흐디는 패닉에 빠지기 시작했다. 50도 경사의 위험한 지형에서 무거운 산소 세트를 짊어진 채 다시 불렀지만, 8,100m에서 멈춰야 했다.
보나티는 텐트나 침낭 없이 비상 야간 비박을 위해 얼음에 작은 발판을 팠다. 더 많은 소리를 지른 후, 22시에 상당히 가깝고 약간 더 높은 산 위에서 손전등이 비쳤고, 그들은 라체델리가 산소를 남겨두고 내려오라고 소리치는 것을 들을 수 있었다. 그 후 불은 꺼졌고 침묵이 흘렀다. 보나티와 마흐디는 다음 날 아침 5시 30분까지 야외에서 밤을 보냈는데, 보나티의 조언에도 불구하고 마흐디는 어둠 속에서 혼자 캠프 VIII로 내려가기 시작했다. 보나티는 날이 밝기 시작하는 6시 30분경까지 기다렸다가 눈에서 산소 세트를 파내고 내려갔다. 그가 내려가는 동안 위에서 누군가의 소리를 들었지만 아무도 볼 수 없었다. 마흐디는 보나티보다 약간 먼저인 7시 30분경 캠프 VIII에 도착했다.

### 정상에 도달
7월 31일 오전 6시 30분에서 6시 45분경, 콤파뇨니와 라체델리는 텐트를 나와 누군가(누군지 알 수 없었음)가 내려오는 것을 보았고, 그들이 밤을 야외에서 보냈다고 생각하며 충격을 받았다. 그들은 7시 15분에서 7시 45분경에 산소통을 회수했고, 8시 30분경부터 보충 산소를 마시며 정상으로 향했다. 무게를 줄이기 위해 배낭을 버리고, 영양분으로는 사탕만 챙겼다. 병목을 통과하는 경로는 눈으로 막혀 있었고, 비스너가 1939년에 했던 것처럼 절벽을 오를 수 없었다. 결국 그들은 비스너의 경로에 가까운 혼합 얼음과 바위를 뚫고 올라가는 길을 찾아냈다. 캠프 VIII 아래에 있던 사람들은 콤파뇨니와 라체델리가 7월 31일 토요일 18시경 팔짱을 끼고 정상에 도달하기 직전에 마지막 경사면을 오르는 모습을 잠시 볼 수 있었다. 갈로티는 일기에 다음과 같이 썼다.
믿을 수 없을 정도로 가파른 마지막 경사면에서, 처음에는 작은 점 하나, 그리고는 두 번째 점이 천천히 올라갔다. 내 인생에서 더 많은 것을 볼 수도 있겠지만, 그 어떤 것도 이렇게 나를 감동시키지는 못할 것이다. 나는 조용히 울었고, 눈물이 가슴으로 떨어졌다.

해가 질 무렵 그들은 몇 장의 사진과 짧은 영화를 촬영했다. 라체델리는 가능한 한 빨리 내려가고 싶었지만 콤파뇨니는 정상에서 밤을 보내고 싶다고 말했다. 라체델리가 아이스픽으로 위협한 후에야 그는 내려가기로 했다.

### 하산

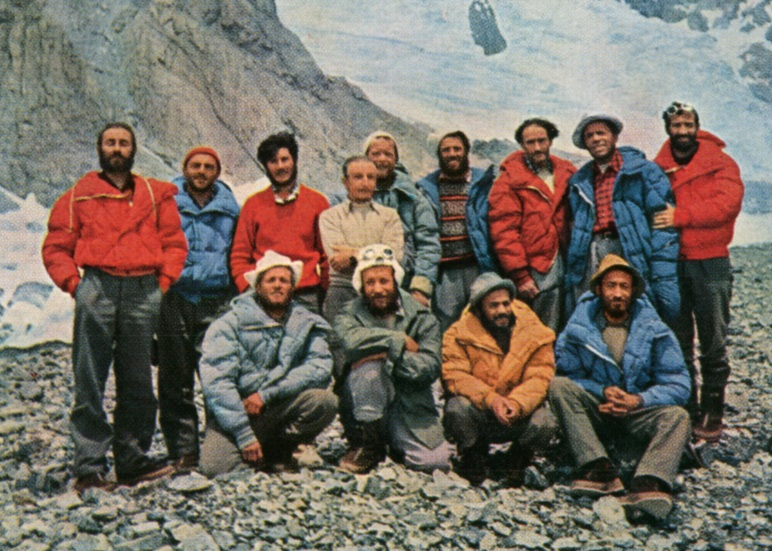
1954년 8월, 등반 후 베이스캠프의 이탈리아 팀원들

어둠 속에서 그들은 이번에는 병목 코울루아르를 내려갔고 잠시 후 산소가 고갈되었다. 그들은 크레바스를 건너고 캠프 VIII 바로 위에 있는 얼음벽을 내려가는 데 큰 어려움을 겪었고, 두 사람 모두 넘어졌지만 결국 동료들이 그들의 외침을 듣고 나와 23시 직후 그들을 캠프 VIII로 다시 데려갔다. 다음 날, 악천후 속에서 그들은 11시까지 고정 로프를 타고 캠프 IV로 내려갔다. 8월 2일까지 모든 사람이 베이스캠프로 돌아왔다. 콤파뇨니, 라체델리, 보나티는 손에 심한 동상을 입었지만, 마흐디는 발도 영향을 받았고 그의 상태는 훨씬 더 심각했다.

## 귀국
8월 3일, 성공 소식이 이탈리아에 전해졌지만, 플로레아니니가 제안한 이전의 집단 합의에 따라 정상에 도달한 등반가들의 이름은 비밀에 부쳐졌다. 그들의 승리는 이탈리아에서 큰 뉴스였지만, 국제적으로는 엘리자베스 2세의 대관식에 힘입어 전년도 에베레스트 등반만큼 큰 영향을 미치지는 못했다. 회복 기간을 거쳐 일행은 8월 11일 베이스캠프를 떠났고 콤파뇨니는 병원 치료를 위해 이탈리아로 서둘러 가기를 원하며 앞서갔다. 라체델리는 파그니니의 의료 지원을 받으며 손가락 불필요한 절단을 피하기 위해 더 천천히 움직이기를 선호했다. 마흐디는 가장 심각한 영향을 받았고 스카르두 병원에 입원했으며, 결국 거의 모든 손가락과 발가락을 절단해야 했다.

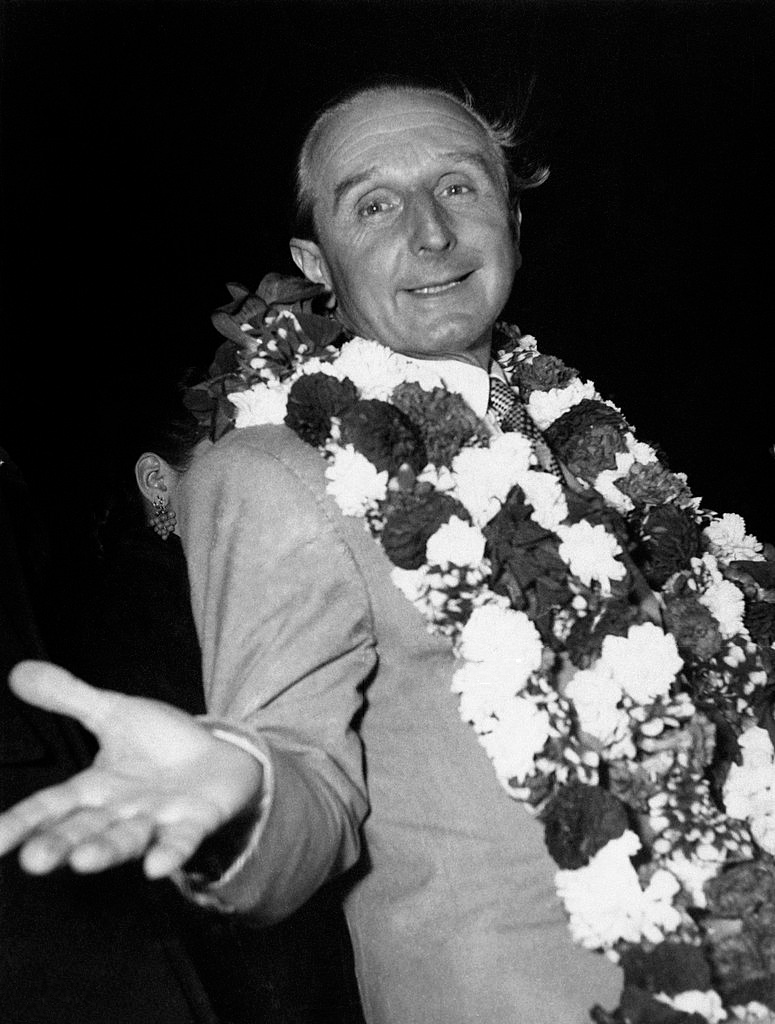
원정 후 이탈리아로 귀국하는 데시오

언론은 누가 정상팀에 있었는지에 대해 대부분 정확하게 추측했고, 9월 초 콤파뇨니가 로마에 비행기로 도착했을 때 그는 영웅 대접을 받았다. 주력팀은 9월 말 해로 제노아에 도착했고, 데시오는 10월에 로마에 비행기로 도착했다. 10월 12일 축하 행사가 절정에 달했을 때 데시오는 정상에 도달한 사람들의 이름을 발표했다. 이 소식은 몇 달 동안 (추측을 통해) 반복적으로 보도되었기 때문에 별다른 반향을 얻지 못했다. 앞서 CAI는 누가 정상에 올랐는지 이름을 밝히기를 거부하면서도 콤파뇨니와 라체델리가 정상에 있는 사진을 공개했다.
그러나 원정대가 파키스탄을 떠나기 전, 한 스캔들이 인도 대륙 언론의 헤드라인을 장식하고 있었다. 마흐디가 정상에서 30 미터 (100 ft) 이내에 있었지만 그의 두 이탈리아 동료들이 그를 더 이상 올라가지 못하게 했다고 보도되었다. 이 소식은 국제적으로 거의 주목받지 못했지만, 문제는 카라치 주재 이탈리아 대사가 조사를 진행할 만큼 심각했다. 그는 마흐디와 직접 이야기하지 않고, 마흐디가 불평을 제기했던 이탈리아인들과 연락관 아타-울라를 인터뷰했다. 보고서는 어떤 포터도 정상 근처에 없었으며, 보나티와 마흐디는 산소 호흡기를 남겨둔 채 캠프 IX 아래에서 돌아섰고, 마흐디는 비박을 벗어나려다 난폭하고 규율을 따르지 않았다고 결론지었다. 이로 인해 파키스탄 정부는 만족했고, 언론도 진정되었다. 그러나 보나티는 실제로 데시오가 이 보고서를 그가 보나티의 원정대 방해 시도라고 믿었던 것에 대한 은폐(데시오가 승인한)로 간주했다고 믿게 된 것은 아주 많은 세월이 지난 후였다. 이는 이후 50년 동안 파장을 일으키게 된다.
1977년이 되어서야 K2의 두 번째 등반이 이루어졌는데, 다시 아브루치 능선을 통해 59명의 등반가와 1,500명의 포터를 동원한 잘 갖춰진 일본 원정대에 의해 이루어졌다.

## 내용주
1. ↑  측량된 가장 높은 산들은 "K1"과 "K2"로 불렸으며, 더 높은 산은 K2로 판명되었다.[2]
2. ↑  그래서 K2의 초기 이름은 "고드윈오스턴산"이었다.[3]
3. ↑  비디오는 Vimeo에 호스팅되어 있다: https://vimeo.com/54661540
4. ↑  비디오는 Google에 호스팅되어 있다: https://storage.googleapis.com/cctv-library/cctv/library/2005/01/DrHouston_01092005/DrHouston_01092005.broadband.mp4
5. ↑  K2는 모든 8000미터 봉우리 중 가장 도전적인 산일 수 있지만, 안나푸르나는 에베레스트나 K2보다 등반가 사망률이 더 높다.[10] 카우프만과 푸트넘은 에베레스트와 K2의 비교를 알프스산맥의 몽블랑산과 마터호른산의 비교에 비유한다.[11]
6. ↑  1953년 데시오는 이탈리아 국내에서는 비행기로, 카라치에서 라왈핀디까지는 비행기로 이동했으며, 카신은 기차로 가야 했다. 하지만 두 사람 모두 로마에서 카라치까지는 비행기로 이동했다.[28]
7. ↑  6월 단체 사진 속 팀원들은 다음과 같다: 서있는 왼쪽부터 아킬레 콤파뇨니, 우고 안젤리노, 지노 파가니(의사), 마리오 판틴(영화 제작자), 아르디토 데시오(대장, 팔짱을 낌), 에리히 아브람, 지노 솔다, 리노 라체델리, 발터 보나티, 세르히오 비오토, 피노 갈로티; 앞줄: 우발도 레이, 시릴로 플로레아니니, 마리오 푸쇼즈.
8. ↑  마흐디 (마흐디로도 음역됨)는 하사나바드 출신이었다.[31] 훈자족은 네팔 셰르파와 비슷한 일을 했다.
9. ↑  공식 기록은 영어로 《K2에서의 승리》로 번역되었다.[41]
10. ↑  이 트레 사기는 포스코 마라이니, 루이지 잔지([[:it:{{{3}}}|이탈리아어판]]), 알베르토 몬티코네([[:it:{{{3}}}|이탈리아어판]])였다.[43]
11. ↑  《K2 – 끝난 이야기》에 대한 영어 설명과 내용의 대부분의 번역은 마셜의 《K2 – 최종 보고서》에 나와 있으며, 이 보고서는 또한 보나티의 사건 버전을 간략히 확인하는 확장된 해설을 포함한다.[45]
12. ↑  고도는 다양한 출처에서 가져와야 했으며, 최신 출처가 선호되었다. 수치는 출처에 따라 "미터" 또는 "피트" 열에 참조되어 있다. 참조되지 않은 셀은 관련 수치의 수학적 변환이다.
13. ↑  산소통은 7,375m와 7,400m 사이 어딘가에 남겨졌다.[73] 보나티에 따르면 캠프 VIII는 원래 약 7,700 미터 (25,400 ft)에 위치할 예정이었다.[74]
14. ↑  원래 계획은 캠프 IX를 8,000–8,100m에 설치하는 것이었고, 7월 30일의 계획은 대신 7,900m에 설치하는 것이었다. 보나티와 마흐디의 비박은 8,100m였다.[77]
15. ↑  푸쇼즈는 현재 폐부종으로 여겨지는 질병으로 사망했다.[51]
16. ↑  데시오의 기록에 따르면 그들은 5시에 캠프 IX를 떠났다고 한다.[99] 이러한 시간 불일치는 나중에 보충 산소가 정상 도달 전에 고갈되었을지 여부에 대한 논란을 야기했다.
17. ↑  팀원들은 서있는 왼쪽부터 우발도 레이, 우고 안젤리노, 발터 보나티, 아르디토 데시오(대장, 팔짱을 낌), 리노 라체델리, 에리히 아브람, 지노 솔다, 아킬레 콤파뇨니, 시릴로 플로레아니니였다. 앉아있는 왼쪽부터 세르히오 비오토, 마리오 판틴(영화 제작자), 귀도 파가니(의사), 피노 갈로티였다.
18. ↑  두 등반가 모두 산소가 정상에 도달하기 전에 고갈되었다고 말했다(거의 비슷한 시각에). 이후 수년간의 논란 중 상당 부분은 산소가 실제로 얼마나 오래 지속되었는지에 관한 것이었다.[97]
19. ↑  데시오는 원정의 과학적 측면인 지질학 연구를 재개하기 위해 8월 7일 떠났다.

### 인용
1. 1 2  Kauffman & Putnam (1992), 18–22쪽.
2. ↑  Isserman & Weaver (2008), 18쪽.
3. ↑  Isserman & Weaver (2008), 21쪽.
4. ↑  Isserman & Weaver (2008), 18–21쪽.
5. ↑  Vogel & Aaronson (2000).
6. ↑  Conefrey (2001).
7. ↑  Houston (2005).
8. ↑  Isserman & Weaver (2008), 58–60쪽.
9. 1 2  Conefrey (2015), xii쪽.
10. ↑  Day, Henry (2010). 《Annapurna Anniversaries》 (PDF). 《Alpine Journal》. 181–189쪽. 2016년 6월 1일에 원본 문서 (PDF)에서 보존된 문서. 2019년 2월 2일에 확인함.
11. ↑  Kauffman & Putnam (1992), 18쪽.
12. ↑  Curran (1995), 156/3989.
13. ↑  Kauffman & Putnam (1992), 117쪽.
14. ↑  Conefrey (2015), xvi쪽.
15. ↑  Isserman & Weaver (2008), 42쪽.
16. ↑  Isserman & Weaver (2008), 198–199쪽.
17. ↑  Sale (2011), 102–103쪽.
18. ↑  “Biografia Desio”. 《www.arditodesio.it》 (이탈리아어). Ardito Desio Association. 2016년 3월 4일에 원본 문서에서 보존된 문서. 2018년 12월 7일에 확인함.
19. 1 2  Isserman & Weaver (2008), 314쪽.
20. ↑  Viesturs (2009), 197쪽.
21. ↑  Conefrey (2015), 188쪽.
22. ↑  Isserman & Weaver (2008), 207–215, 314쪽.
23. ↑  Conefrey (2015), 186쪽.
24. ↑  Conefrey (2015), 189쪽.
25. ↑  Isserman & Weaver (2008), 314–315쪽.
26. ↑  Viesturs (2009), 194쪽.
27. ↑  Isserman & Weaver (2008), 243, 314–315쪽.
28. ↑  Sale (2011), 103쪽.
29. ↑  Desio (1955b), 262쪽.
30. ↑  Sale (2011), 103–105쪽.
31. ↑  Conefrey (2015), 220쪽.
32. ↑  Himalaya Masala (2013년 9월 28일). “K2 – Abruzzi Spur – 1954”. 《Himalaya Masala》 (영어). 2018년 4월 26일에 원본 문서에서 보존된 문서. 2018년 12월 9일에 확인함.
33. ↑  Desio (1955b), 263–264쪽.
34. ↑  Desio (1955a), 6쪽.
35. ↑  Sale (2011), 104–105쪽.
36. ↑  Conefrey (2015), 189–191쪽.
37. ↑  Desio (1955b), 263–264, 267, 268쪽.
38. ↑  Desio (1955b), 263, 265쪽.
39. ↑  Conefrey (2015), 195쪽.
40. ↑  Desio (1954).
41. ↑  Desio (1956).
42. ↑  Marshall (2009), 143–154쪽.
43. ↑  Marshall (2009), 145–146쪽.
44. ↑  Maraini 외. (2007).
45. ↑  Marshall (2009), 155–174쪽.
46. ↑  Desio (1955b), 265쪽.
47. ↑  Conefrey (2015), 196쪽.
48. 1 2  Desio (1955b), 266–267쪽.
49. ↑  Desio (1955a), 5쪽.
50. ↑  Conefrey (2015), 198–201쪽.
51. 1 2 3 4  Isserman & Weaver (2008), 315쪽.
52. ↑  Desio (1955a), 9–10쪽.
53. ↑  Conefrey (2015), 314쪽.
54. ↑  Desio (1956), 128쪽.
55. ↑  Conefrey (2015), 48쪽.
56. ↑  Desio (1956), 150쪽.
57. 1 2  Desio (1955b), 267쪽.
58. ↑  Conefrey (2015), 82쪽.
59. ↑  Conefrey (2015), 203쪽.
60. ↑  Desio (1955a), 11쪽.
61. ↑  Conefrey (2015), 154, 203쪽.
62. ↑  Conefrey (2015), 207쪽.
63. ↑  Viesturs (2009), 203쪽.
64. 1 2  Desio (1955b), 268쪽.
65. ↑  Conefrey (2015), 56쪽.
66. ↑  Kauffman & Putnam (1992), 78–79쪽.
67. ↑  Conefrey (2015), 156쪽.
68. ↑  Desio (1956), 168쪽.
69. ↑  Conefrey (2015), 175–176쪽.
70. 1 2  Maraini, Monticone & Zanzi (2004), 215쪽.
71. ↑  Curran (1995), 1459/3989.
72. ↑  Conefrey (2015), 211쪽.
73. ↑  Marshall (2009), 169–170, 214–215쪽.
74. ↑  Bonatti (2010), 108쪽.
75. ↑  Conefrey (2015), 213쪽.
76. ↑  Maraini, Monticone & Zanzi (2004), 213쪽.
77. ↑  Marshall (2009), 170, 212, 214쪽.
78. ↑  Mantovani (2007), 170–171쪽.
79. ↑  Maraini, Monticone & Zanzi (2004), 212–213쪽.
80. ↑  Mantovani (2007), 173쪽.
81. ↑  Kauffman & Putnam (1992), 75–79쪽.
82. ↑  Desio (1955b), 267–268쪽.
83. ↑  Conefrey (2015), 202–207쪽.
84. ↑  Conefrey (2015), 207–209쪽.
85. ↑  Conefrey (2015), 209쪽.
86. ↑  Mantovani (2007), 169쪽.
87. ↑  Conefrey (2015), 212–213쪽.
88. 1 2  Mantovani (2007), 169–170쪽.
89. ↑  Isserman & Weaver (2008), 317쪽.
90. ↑  Conefrey (2015), 214쪽.
91. ↑  Conefrey (2015), 216–217쪽.
92. ↑  Mantovani (2007), 172쪽.
93. ↑  Conefrey (2015), 218–219쪽.
94. 1 2 3 4  Mantovani (2007), 169–172쪽.
95. ↑  Conefrey (2015), 217–218쪽.
96. ↑  Conefrey (2015), 221쪽.
97. 1 2 3 4  Mantovani (2007), 173–174쪽.
98. ↑  Conefrey (2015), 221–222쪽.
99. ↑  Desio (1956), 194–196쪽.
100. ↑  Conefrey (2015), 222–225쪽.
101. ↑  Conefrey (2015), 226쪽.
102. ↑  Conefrey (2015), 228쪽.
103. ↑  Conefrey (2015), 228–229쪽.
104. ↑  Desio (1955b), 270쪽.
105. ↑  Conefrey (2015), 229–230쪽.
106. ↑  Conefrey (2015), 231–236쪽.
107. ↑  Viesturs (2009), 216쪽.
108. 1 2  Conefrey (2015), 236–239쪽.
109. 1 2  Bonatti (2010), Editorial written by Marshall, pp. 10, 360–361.
110. ↑  Marshall (2009).
111. ↑  Conefrey (2015), chapters 11&12, pp. 233–271.
112. ↑  Curran (1995), 1813/3989.

### 인용된 작품
- Bonatti, Walter (2010) [1st pub. 2001].  Marshall, Robert, 편집. 《내 인생의 산》 (Google ebook). 번역 Marshall, Robert. UK: Penguin. ISBN 9780141192918. 영어 번역본 Montagne di una vita (Bonatti 1995)
- Conefrey, Mick (2001). 《산악인: K2의 유령들》 (television production) (영어). BBC/TLC.  43:00에 발생. 2019년 2월 14일에 원본 문서에서 보존된 문서. 2019년 2월 14일에 확인함. 비디오는 Vimeo에 호스팅되어 있다: https://vimeo.com/54661540
- Conefrey, Mick (2015). 《K2의 유령들: 첫 등정의 장대한 이야기》. 런던: Oneworld. ISBN 978-1-78074-595-4.
- Curran, Jim (1995). 〈제9장. 사이브, K2를 오르다〉. 《K2: 야만적인 산의 이야기》 (Kindle ebook). Hodder & Stoughton. ISBN 978-1-444-77835-9.
- Desio, Ardito (1955a). 《1954년 이탈리아 카라코람 원정대와 K2 정복》 (PDF). 《알파인 저널》 LX. 3–16쪽.
- Desio, Ardito (1955b). 《K2 등반》. 《지리학 저널》 (영어) 121. 261–272쪽. Bibcode:1955GeogJ.121..261D. doi:10.2307/1790890. JSTOR 1790890.
- Desio, Ardito (1956) [1st pub 1955]. 《K2에서의 승리: 세계에서 두 번째로 높은 봉우리》 (영어). 번역 Moore, David. McGraw Hill Book Company. 영어 번역본 La Conquista del K2 (Desio 1954)
- Houston, Charles (2005). 《밧줄의 형제애: 1953년 K2 원정대, 찰스 휴스턴 박사와 함께》 (DVD/television production) (영어). 버몬트: Channel 17/Town Meeting Television.
- Isserman, Maurice; Weaver, Stewart (2008). 〈제5장. 히말라야 전성기〉. 《쓰러진 거인들: 제국 시대부터 극단 시대까지의 히말라야 등반 역사》 1판. 뉴 헤이븐: 예일 대학교 출판부. ISBN 978-0-300-11501-7.
- Kauffman, Andrew J.; Putnam, William L. (1992). 《K2: 1939년 비극》. 시애틀, WA: 산악인들. ISBN 978-0-89886-323-9.
- Mantovani, Roberto (2007). 《K2 – 최종 보고서: 후기》. 영어로 번역됨 Marshall, Robert (2009). 《K2: 거짓과 배신》. Carreg Press. 166–174쪽. ISBN 9780953863174.
- Maraini, Fosco; Monticone, Alberto; Zanzi, Luigi (2004). 《세 현인의 보고서》. 영어로 번역됨 Marshall, Robert (2009). 〈부록 2〉. 《K2: 거짓과 배신》. Carreg Press. 208–232쪽. ISBN 9780953863174. 트레 사기 보고서
- Maraini, Fosco; Monticone, Alberto; Zanzi, Luigi; CAI (2007). 《K2 끝난 이야기》. 영어로 번역 및 요약됨 Marshall, Robert (2009). 〈제7장: 인정〉. 《K2: 거짓과 배신》. Carreg Press. 155–180쪽. ISBN 9780953863174. 이탈리아 산악회 보고서
- Marshall, Robert (2009). 《K2: 거짓과 배신》. Carreg Press. ISBN 9780953863174.
- Sale, Richard (2011). 〈제4장. 첫 등정: 이탈리아인들, 1954년〉. 《K2의 도전: 야만적인 산의 역사》 (EPUB ebook). 반즐리: Pen & Sword. ISBN 978-1-84468-702-2. Aldiko Android 앱에 표시된 전체 책 305페이지의 페이지 번호.
- Viesturs, Ed (2009). 〈제6장. 정복의 대가〉. 《K2: 세계에서 가장 위험한 산에서의 삶과 죽음》 (EPUB ebook). 데이비드 로버츠와 함께. 뉴욕: 브로드웨이. ISBN 978-0-7679-3261-5. Aldiko Android 앱에 표시된 전체 책 284페이지의 페이지 번호.
- Vogel, Gregory M.; Aaronson, Reuben (2000). 《K2: 야만적인 산을 찾아서》 (television production) (영어). 제임스 맥퀼런 (프로듀서). 내셔널 지오그래픽 크리에이티브.  18:09에 발생. 2018년 10월 24일에 확인함.

## 이탈리아 출처 및 추가 읽을거리
- Baldi, Marcello (1955). 《이탈리아 K2》 (motion picture) (이탈리아어). 마리오 판틴 (촬영감독). 이탈리아 산악회.
- Bonatti, Walter (1961). 《Le mie montagne》 [내 산들] (이탈리아어). 자니첼리. 영어로 번역됨 On the Heights (Bonatti 1962)
- Bonatti, Walter (1962). 《On the Heights》 (영어). 번역 Edwards., Lovett F. Hart-Davis. 영어 번역본 Le mie montagne (Bonatti 1961)
- Bonatti, Walter (1995). 《Montagne di una vita》 (이탈리아어). Baldini & Castoldi. 영어로 번역됨 The Mountains of My Life (Bonatti 2010)
- Desio, Ardito (1954). 《La Conquista del K2: Seconda Cima del Mondo》 [K2 정복: 세계에서 두 번째로 높은 봉우리] (이탈리아어). 밀라노: 가르잔티. 영어로 번역됨 Victory over K2 (Desio 1956)
- Horrell, Mark (2015년 10월 21일). “서평: 믹 콘프리의 K2의 유령들”. 《산 위의 발자국들》. 2018년 3월 10일에 원본 문서에서 보존된 문서. 2018년 12월 7일에 확인함.
- Lacedelli, Lino; Cenacchi, Giovanni (2006). 《K2: 정복의 대가》. Carreg. ISBN 9780953863136.
- Marshall, Robert (2005). 《K2의 역사를 다시 쓰다 – 이탈리아식 이야기》 (PDF). 《알파인 저널》. 193–200쪽.